# Carly-Sophia Davies
Carly-Sophia Davies (* 1995 oder 1996) ist eine britische Schauspielerin.

## Leben und Karriere
Carly-Sophia Davies wuchs mit einer ein Jahr jüngeren Schwester in Wales auf. Von 2008 bis 2013 besuchte sie die Dyffryn Comprehensive School in Port Talbot. Daraufhin studierte sie Schauspiel am Gower College in Swansea (2013–2015) sowie am Hat Young Actors Studio des Royal Welsh College of Music & Drama in Cardiff (2014–2015). Von 2015 bis 2018 absolvierte Davies eine dreijährige Ausbildung an der London Academy of Music and Dramatic Art (LAMDA). Die renommierte Schauspielschule verließ sie mit einem Bachelor of Arts.
Am Taliesin Theatre in Swansea war Davies u. a. in einer Inszenierung der Shakespeares-Komödie Ein Sommernachtstraum als Hermia zu sehen. Nach dem Ende ihrer Schauspielausbildung in London übernahm sie den Part der Jess in der Uraufführung von Emily Whites schwarzhumorigen Theaterstück Pavilion (2019) am walisischen Theatr Clwyd. Während der COVID-19-Pandemie gehörte Davies Ende 2021 zum Schauspielensemble des Jugend-Rockmusicals Spring Awakening am Londoner Almeida Theatre, das Lob seitens der Fachkritik erfuhr. In der Wiederaufnahme des Stücks unter der Regie von Rupert Goold bekleidete sie die Nebenrolle der missbrauchten Ilse.
Während der COVID-19-Pandemie erhielt Davies eine erste Filmrolle in Joanna Hoggs Kinoproduktion The Eternal Daughter (2022) neben Tilda Swinton. Das Mystery-Drama wurde in den Wettbewerb der 79. Filmfestspiele von Venedig eingeladen.